# Alexander Ruuttu
Alexander Ruuttu, född 9 december 1992 i Chicago, är en USA-född finlandssvensk professionell ishockeyspelare som spelar för Tingsryds AIF i Hockeyallsvenskan. Alexander är son till den före detta NHL-spelaren Christian Ruuttu.
Ruuttu valdes av Phoenix Coyotes som 51:a spelare totalt i 2011 års NHL Entry Draft.